# Casino d'Aix-en-Provence
Le casino d'Aix-en-Provence est un casino du groupe Partouche à Aix-en-Provence. Il est situé dans le complexe Pasino. 

## Histoire
Le casino Partouche d'Aix-en-Provence a ouvert ses portes en 2001, il remplace alors l'ancien casino d'Aix-en-Provence, classé monument historique. L'ancien casino fut détruit en 2003 dans le cadre du projet Sextius Mirabeau qui fut mise en place afin d'affiner et de perfectionner les connexions entre le centre historique de la ville et les nouvelles extensions urbaines situées dans les zones agricoles environnantes.
Il est braqué en 2016, et fermé pendant la pandémie en 2020.